# Kościół Bożego Ciała w Kamiennej Górze
Kościół Bożego Ciała – rzymskokatolicki kościół pomocniczy należący do parafii Świętych Apostołów Piotra i Pawła w Kamiennej Górze.

## Historia
Jest to świątynia znajdująca się na starym cmentarzu miejskim. Wybudowano ją w 1560 roku dzięki staraniom proboszcza Langnickela, a 1884 roku została przebudowana w stylu neogotyckim. Kościół jest jednonawowy i posiada dostawione od strony zachodniej prezbiterium, a od strony wschodniej i zachodniej kruchty. Bryła budowli jest ukształtowana na zasadzie addycji, w części korpusu i prezbiterium świątynia nakryta jest dachem
dwuspadowym, natomiast kruchty są nakryte dachami pulpitowymi. Nad korpusem znajduje się sygnaturka. Obok kaplicy na murze cmentarnym umieszczone są mieszczańskie płyty epitafijne. W 2009 roku parafia Świętych Apostołów Piotra i Pawła dzięki wsparciu finansowym władz miejskich Kamiennej Góry gruntownie odrestaurowała świątynię.
Podczas II wojny światowej odbywały się w kościele msze św. dla jeńców i robotników polskich. Świątynia po wojnie częściowo zdewastowana, została odbudowana przez ks. dziekana Kazimierza Malinosia, administratora parafii św. Ap. Piotra i Pawła od 18 maja 1967 r. Poświęcenie jej odbyło się 19 października 1968 r.